# ژاکوب آیزاکس. ون سواننبورگ

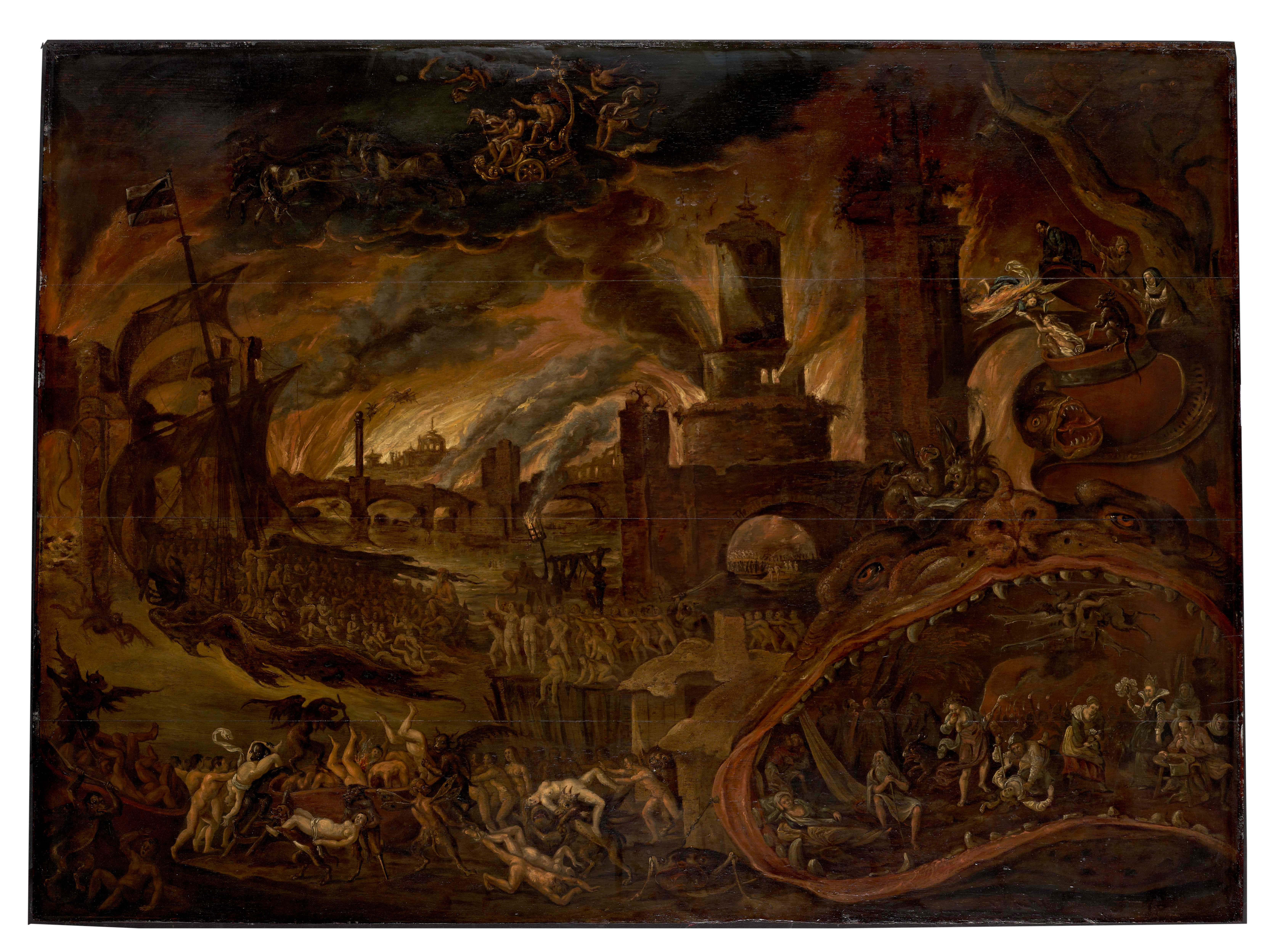
سیبیل پیشگو که به آئنیاس در دنیای زیرین، قایق خارون را نشان می‌دهد

ژاکوب آیزاکس. ون سواننبورگ (انگلیسی: Jacob Isaacsz. van Swanenburg; ۲۱ آوریل ۱۵۷۱ – ۱۶ اکتبر ۱۶۳۸) نقاش اهل هلند بود. او برای مناظر شهر، نقاشی تاریخی، صحنه‌های مذهبی مسیحی و پرتره‌هایش شناخته می‌شود. او قبل از بازگشت به زادگاهش لیدن بخش قابل توجهی از دوران اولیه زندگی خود را در ایتالیا گذراند. او معلم رامبرانت جوان بود.